# Riemann (månkrater)
Riemann är en nedslagskrater på månen. Riemann har fått sitt namn efter den tyske matematikern Bernhard Riemann.
Kratern har en diameter på ungefär 117 km.

## Satellitkratrar
| Riemann | Latitud | Longitud | Diameter |
| ------- | ------- | -------- | -------- |
| B       | 41.6° N | 85.2° Ö  | 24 km    |
| J       | 37.4° N | 90.2° Ö  | 39 km    |